# Arie Lips
Arie Willem Lips (Oud-Beijerland, 20 juli 1948 – Gouda, 7 december 2009) was een Nederlands politicus van de CHU en later het CDA.
Hij begon zijn ambtelijke loopbaan in augustus 1967 als volontair bij de gemeentesecretarie van Moerkapelle. Ies Keijzer was sinds 1965 burgemeester van zowel Benthuizen als Moerkapelle en die gemeenten hadden ook een gezamenlijke gemeentesecretaris. Na een conflict was Keijzer in 1977 opgestapt als burgemeester van Benthuizen en daar was nog datzelfde jaar een ander tot waarnemend burgemeester-gemeentesecretaris benoemd. Eveneens in dat jaar was gemeentesecretaris G.J.A. Runsink overleden. Na chef financiën te zijn geweest werd Lips in januari 1978 benoemd tot gemeentesecretaris van Moerkapelle. In november 1978 werd hij tevens benoemd tot burgemeester van Moerkapelle. Op 1 januari 1991 fuseerde die gemeente met Zevenhuizen tot de nieuwe gemeente Moerhuizen waarvan Lips de burgemeester werd. In februari 1992 werd die fusiegemeente hernoemd tot Zevenhuizen-Moerkapelle. Nadat Lips al geruime tijd door een vrij ernstige ziekte zijn werk niet goed kon doen werd eind 1993 Leo Schoots daar benoemd tot waarnemend burgemeester. Lips zou niet meer terugkomen en in mei 1995 werd hem ontslag verleend waarop Schoots alsnog benoemd werd tot burgemeester. Eind 2009 overleed Lips op 61-jarige leeftijd.